# Březnice (okres Tábor)
Březnice (německy Breznitz) je obec v okrese Tábor v Jihočeském kraji. Leží osm kilometrů od Týna nad Vltavou. Žije v ní 256 obyvatel.
Na návsi se nachází kaplička, vedle ní je hasičská zbrojnice a pár metrů od hasičské zbrojnice je hospoda s kulturním domem. Přes silnici je fotbalové hřiště. Vedle fotbalového hřiště se nachází víceúčelové hřiště na volejbal, tenis aj. Za kulturním domem se nachází zbytky středověké tvrze, která byla v 19. století přestavěna na lihovar.

## Historie
Archeologické nálezy dokládají osídlení již v mladší době bronzové a v době halštatské. První písemná zmínka o obci pochází z roku 1293. Před rokem 1388 získal tvrz Majnuš, zakladatel rytířského rodu Majnušů z Březnice, kteří byli později stoupenci husitů a odpůrci pánů z Rožmberka. V roce 1586 koupil Březnici a Komárov Petr Vok z Rožmberka a Březnice se stala součástí panství  Bechyně.

## Obyvatelstvo
| Rok            | 1869 | 1880 | 1890 | 1900 | 1910 | 1921 | 1930 | 1950 | 1961 | 1970 | 1980 | 1991 | 2001 | 2011 | 2021 |
| -------------- | ---- | ---- | ---- | ---- | ---- | ---- | ---- | ---- | ---- | ---- | ---- | ---- | ---- | ---- | ---- |
| Počet obyvatel | 447  | 444  | 486  | 505  | 466  | 479  | 426  | 261  | 259  | 242  | 222  | 214  | 233  | 198  | 226  |
| Počet domů     | 57   | 61   | 71   | 65   | 67   | 69   | 74   | 71   | 61   | 63   | 62   | 78   | 84   | 89   | 103  |

## Obecní správa
Od 26. listopadu 1971 do 23. listopadu 1990 k obci patřilo i Záhoří a od 1. ledna 1975 do 23. listopadu 1990 také Blatec, Hodětín, Hodonice a Nová Ves.

### Obecní symboly
Znak a vlajka byly obci uděleny rozhodnutím předsedy Poslanecké sněmovny Parlamentu České republiky dne 19. ledna 2007.

## Hospodářství
- Agra Březnice
- Autodoprava Dvořák
- SHR Václav Kalousek
- Pohostinství Tomandl

## Spolky
- myslivecké sdružení Zelený háj Březnice
- fotbalový klub TJ Březnice
- Sbor dobrovolných hasičů Březnice

## Pamětihodnosti
- Boží muka na konci vsi u čp. 41
- Boží muka směr Hodonice
- Venkovské usedlosti
- zbytky tvrze (sklípková klenba a zbytek pozdně gotického opevnění)[6]
- kaplička

## Osobnosti
- Václav Joachim (1876–1945), právník, vysokoškolský profesor a státní úředník
- Václav Ryba (1914–1972), letec RAF, který za druhé světové války bojoval v Anglii, roce 2013 mu bylo in memoriam uděleno čestné občanství
- Anna Rypáčková (1895–1978), zdravotní sestra